# Columbus Grove (Ohio)
Columbus Grove es una villa ubicada en el condado de Putnam en el estado estadounidense de Ohio. En el Censo de 2010 tenía una población de 2137 habitantes y una densidad poblacional de 760,46 personas por km².

## Geografía
Columbus Grove se encuentra ubicada en las coordenadas 40°55′6″N 84°3′37″O / 40.91833, -84.06028. Según la Oficina del Censo de los Estados Unidos, Columbus Grove tiene una superficie total de 2.81 km², de la cual 2.8 km² corresponden a tierra firme y (0.37%) 0.01 km² es agua.

## Demografía
Según el censo de 2010, había 2137 personas residiendo en Columbus Grove. La densidad de población era de 760,46 hab./km². De los 2137 habitantes, Columbus Grove estaba compuesto por el 94.2% blancos, el 0.84% eran afroamericanos, el 0.61% eran amerindios, el 0.23% eran asiáticos, el 0% eran isleños del Pacífico, el 1.82% eran de otras razas y el 2.29% pertenecían a dos o más razas. Del total de la población el 4.82% eran hispanos o latinos de cualquier raza.